# Den besynnerliga händelsen med hunden om natten
Den besynnerliga händelsen med hunden om natten (originaltitel: The Curious Incident of the Dog in the Night-time) är en roman av Mark Haddon som vann 2003 års Whitbread Book Awards samt 2004 års Commonwealth Writers' Prize för bästa debutbok. Titeln är ett citat från den påhittade detektiven Sherlock Holmes i Sir Arthur Conan Doyles novell "Silverbläsen" från 1893. 

## Handling
Historien är skriven i förstaperson som karaktären Christopher John Francis Boone, en 15-årig pojke med Aspergers syndrom som växer upp i Swindon, Wiltshire. Boken inleds med att pojken en natt hittar en hund som dödats på gräsmattan. Han bestämmer sig för att utreda dödsfallet och utsätter sig därigenom för flera utmanande och obehagliga situationer men lär sig mer om sig själv och sin familj.